# Pointe des Corbeaux

La pointe des Corbeaux forme l'extrémité sud-est de l'île d'Yeu (Vendée) et se situe à l'opposé de la pointe du But.
Un phare rouge a été construit en 1862 à cet endroit.
À l'instar des Chiens Perrins, cet endroit est dangereux pour la navigation et fut le théâtre de plusieurs naufrages. Une tourelle-balise cardinale est a été érigée à l'est de la pointe. Cette dernière marque la séparation entre les grandes plages faisant face au continent et la côte sauvage.

## Navires naufragés près de la pointe des Corbeaux

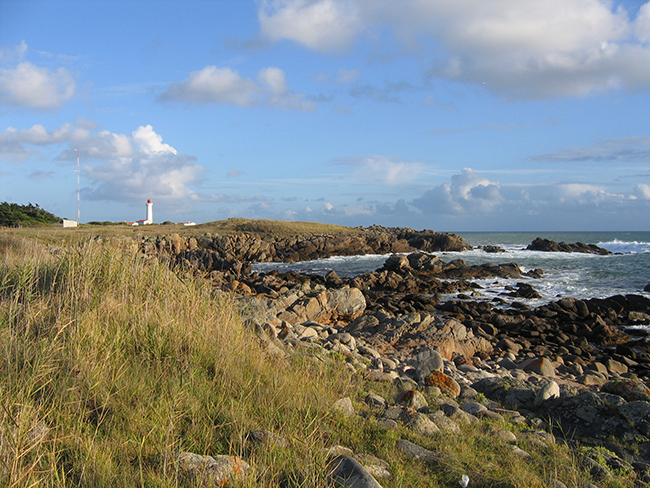
La pointe des Corbeaux, vue vers le sud-est (2005).

- La Comète (4 janvier 1834), chasse-marée, sombré, 4 victimes sur les 5 hommes d'équipage[1].
- Le Jeune Mercure, (28 février 1857), lougre, sombré[2].
- La Laure (5 novembre 1858), goélette, sombré[3].
- L'Amazone (29 avril 1864), goélette, échoué et sombré[4].
- La Camille (5 avril 1866), voilier[5] ;
- Le Victor (2 septembre 1866), lougre, sombré[6].
- La Jeune-Pauline (23 décembre 1867), goélette échouée par temps de brume[7].
- L'Ernestine (19 octobre 1871), bateau à vapeur[8].
- Le Nada (7 mars 1875), navire à vapeur britannique[9].
- Le Zufriedenheit (18 décembre 1881), navire de transport allemand, trois-mâts[10].
- Le Colbert (12 décembre 1890), sombré[11].